# Friedrich Ostendorf
Friedrich Ostendorf (Lippstadt, 17 de outubro de 1871 — tombado próximo a Arras, 17 de março de 1915) foi um arquiteto, teórico da arquitetura e professor catedrático alemão.

## Vida
Friedrich Ostendorf nasceu em 1871, filho do professor secundário Julius Ostendorf em Lippstadt na Westfália. Morou de 1872 a 1877 em Düsseldorf, onde seu pai dirigia a Realschule na Klosterstraße – a mais tarde Hindenburgschule. Após a morte de seu pai em 1877 retornou para Lippstadt, onde frequentou a Realschule I. Ordnung de 1881 a 1890. Em seguida estudou arquitetura, primeiro de 1890 a 1893 na Technische Hochschule Stuttgart e na Technische Hochschule Hannover, e depois de 1893 a 1895 na Technische Hochschule (Berlin-) Charlottenburg com Carl Schäfer. Trabalhou depois na administração arquitetônica em Berlim, completando em 1899 o segundo exame estatal. Por este trabalho recebeu o Prêmio Schinkel, que lhe possibilitou uma grande viagem de estudos. Depois trabalho de forma independente.

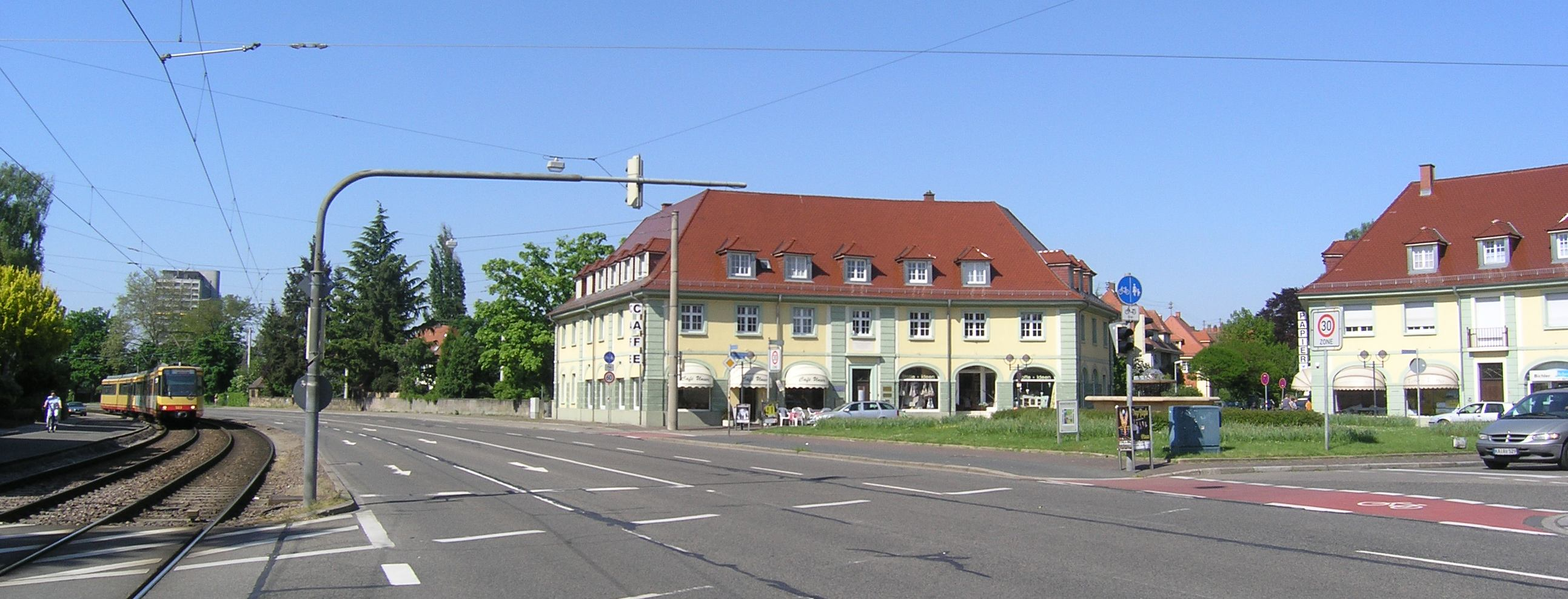
Ostendorfplatz em Rüppurr, Karlsruhe

Em 1904 foi Professor de arquitetura medieval na nova Universidade Técnica de Danzig, onde permaneceu até 1907. Em 1907 foi chamado como sucessor de Carl Schäfer para a Technische Hochschule Karlsruhe, onde lecionou até 1914 desenho, história da arquitetura e horticultura. Além disso trabalhou a partir de 1908 como assessor técnico para assuntos de construção no Ministério das Finanças de Baden.
Friedrich Ostendorf tombou como Tenente Real Prussiano da Reserva (Kgl. Preuß. Leutnant d.R.) e Comandante de Companhia (Kompanieführer) no 1º Regimento do Corpo de Granadeiros Nr. 109 de Baden (1. Badischen Leib-Grenadier-Regiment Nr. 109) no fronte ocidental em batalha. Está sepultado no Hauptfriedhof Karlsruhe.

## Esboços e construções selecionados
- 1898: Vila da família Ostendorf em Lippstadt (demolido)
- 1901–1902: Projeto para a competição para a nova prefeitura de Dresden (realizada por outro projeto)
- 1907: Projeto conjunto da Gartenstadt Karlsruhe em Rüppurr
- 1910–1912: Vila para Ludolf von Krehl em Heidelberg
- 1912: Entrada principal do cemitério de Lippstadt
- 1912–1913: sua casa em Karlsruhe, Weberstraße 5
- 1914–1915: Casa circular em Lippstadt (demolida em 1972)
- Casa geminada Schwemann/Kisker em Lippstadt (demolida)

## Obras
- Sechs Bücher vom Bauen. Bd. 1: Theorie des architektonischen Entwerfens. Bd. 2: Die äußere Erscheinung der einräumigen Bauten. Bd. 3: Die äußere Erscheinung der mehrräumigen Bauten, Berlin 1913-1923. Von den geplanten sechs Bänden sind nur drei Bände und ein Supplementband erschienen.
- Die Geschichte des Dachwerks erläutert an einer großen Anzahl mustergültiger alter Konstruktionen. Leipzig 1908. Mehrere Reprints.
- Haus und Garten. Berlin 1914.
- Die deutsche Baukunst im Mittelalter: / Bd. 1. Aufnahme u. Differenzierung d. Bautypen. Berlin 1922. Aus dem Nachlass erschienen.